# Impromptu de Versalles
Impromptu de Versalles es una comedia de Molière perteneciente al clasicismo, incluida en la categoría "metateatro". Fue representada por primera vez en Versalles en octubre de 1663, y luego en el Teatro del Palais-Royal el 4 de noviembre de 1663. Esta obra se elabora a petición del rey con el objetivo de que Moliere responda de algún modo a los detractores de su Crítica de la escuela de las mujeres.

En esta obra, Molière ataca a Edme Boursault en respuesta a su obra El retrato del pintor o la contracrítica de la escuela de las mujeress (1663).

## Personajes
- Molière: marqués ridículo.
- Brécourt: hombre de calidad.
- De la Grange: marqués ridículo.
- Du Croisy: poeta.
- La Thorillière: marqués molesto.
- Béjart: hombre que hace lo necesario.
- Mademoiselle Du Parc: marquesa formadora.
- Mademoiselle Béjart: puritana.
- Mademoiselle De Brie: sabia coqueta.
- Mademoiselle Molière: satírico espiritual.
- Mademoiselle Du Croisy: una dulce plaga.
- Mademoiselle Hervé: una sirvienta preciosa.

## Resumen
Molière, autor, director y actor, dirige el ensayo de una de sus obras que se representará ante el rey dentro de unas horas. Los actores están descontentos porque no han tenido tiempo de aprender sus papeles. Reprochan a Molière no haber hecho una parodia de los actores del Hôtel de Bourgogne que los habían criticado.
Molière se divierte caricaturizando a algunos de ellos antes de querer reanudar el ensayo y guiar a sus actores (escena I), cuando un personaje desagradable viene a imponer su presencia. Este último acepta finalmente marcharse, diciendo que va a informar al rey de que la compañía está lista para actuar (escena II).
Por fin puede empezar el ensayo. Molière y La Grange interpretan a dos marquesas, cada una de las cuales cree que es la otra la que ha sido atacada en La Crítica de la Escuela de Mujeres (francés: La critique de l’École des femmes). Toman como testigo a un tercero, Brécourt, que hace de razonador. Luego les toca a la señorita Du Parc y a la señorita Molière caricaturizar a una mojigata y a una mujer con espíritu satírico, mientras que Du Croisy interpreta a un poeta celoso y la señorita de Brie a una coqueta.
Pero el ensayo se interrumpe de nuevo, ya que los actores afirman que no pueden representar sus papeles en tan poco tiempo (final de la escena V). Todo el reparto entra en pánico cuando se les comunica que el rey ha llegado y exige verles actuar (escenas VI a X).
Afortunadamente, un último mensajero les informa de que el rey se ha enterado de su desconcierto y les concede un respiro (escena XI, final).